# Eta Karinidi
Eta Karinidi so meteorji iz vsakoletnega meteorskega roja.
Radiant Delta Kanceridov leži v ozvezdju Gredlja (Car) (Carina). Eta Karinidi se pojavljajo od 14. januarja do 27. januarja, svoj vrhunec pa dosežejo 21. januarja.

## Zgodovina[1]
Meteorski roj Eta Karinidov je leta 1961 odkril C. S. Nilson iz Univerze Adelaide v Avstraliji s pomočjo odboja radijskih valov. V letu 1969 so s pomočjo iste metode opazili 3 meteorje tega roja.
Prvi je vizualno opazil meteorje tega roja Michael Buhagiar iz Avstralije. Opazovanja je opravil v letih od 1969 do 1980. V Avstraliji so opravili še večje število opazovanj. Leta 1980 so ugotovili, da je bila zenitna urna frekvenca 3,03. V obdobju med letoma 1983 in 1986 roja niso opazili.

## Opazovanje
Najlepše se roj opazuje na južni polobli. Roj je izredno šibek. Opazi se lahko 2 do 3 utrinke na uro. Radiant je blizu zvezde Eta Gredlja (najbolj masivna zvezda v krajevni Galaksiji), ki je blizu ozvezdja Južnega križa. Radiant je visoko na nebu od polnoči do jutra, kar omogoča primerno opazovanje.